# Випускна система

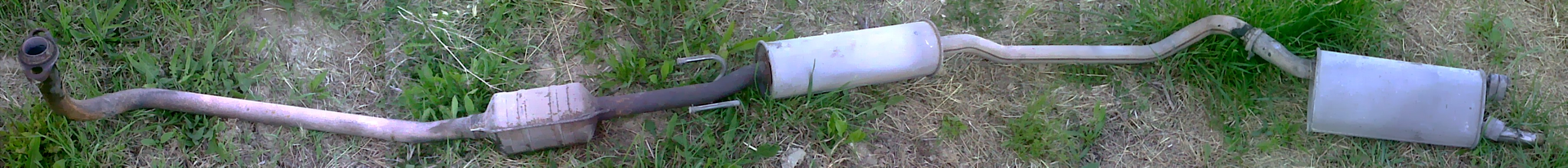
Вихлопна система автомобіля Opel Corsa B з бензиновим двигуном 1,2 л

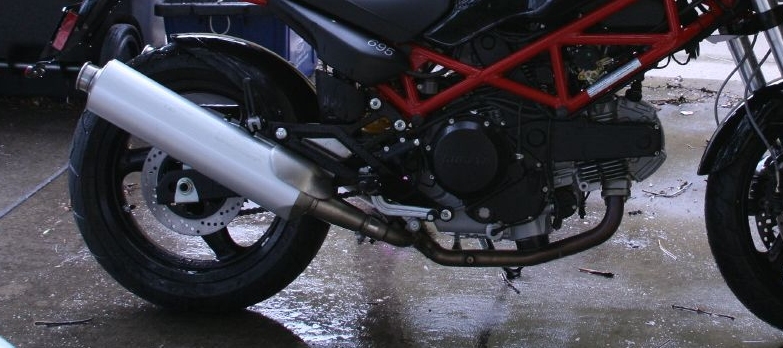
Випускна система мотоцикла Ducati

Випускна́ систе́ма або систе́ма ви́пуску відпрацьо́ваних га́зів або вихлопна́ систе́ма (англ. exhaust system) — система транспортного засобу з двигуном внутрішнього згоряння, що призначена для відводу відпрацьованих газів з циліндрів двигуна, їх охолодження, зменшення шуму та покращення екологічних показників вихлопу.

## Призначення
Згорання паливно-повітряної суміші в циліндрах двигунів внутрішнього згоряння відбувається вибухово, і в результаті якого утворюються великі об'єми газів, які штовхають поршень і змушують колінчастий вал двигуна обертатися. Однак ці гази після робочого циклу повинні видалятися з циліндра, щоб їх місце зайняла нова порція паливно-повітряної суміші. Завдання відведення відпрацьованих газів вирішує випускна система двигуна.
Також, ця система вирішує і іншу важливу задачу — зниження шумності двигуна. Продукти згоряння паливно-повітряної суміші знаходяться в циліндрі під великим тиском і при відкритті випускного клапана стрімко вириваються в атмосферу — відбувається гучний хлопок. Проте в одному циліндрі кожну секунду навіть на холостих обертах відбувається близько десятка циклів, тому хлопки при відкритті клапана зливаються в постійний шум високої інтенсивності. З цим шумом і бореться випускна система двигуна, яку в побуті часто називають просто глушником.

## Будова випускної системи

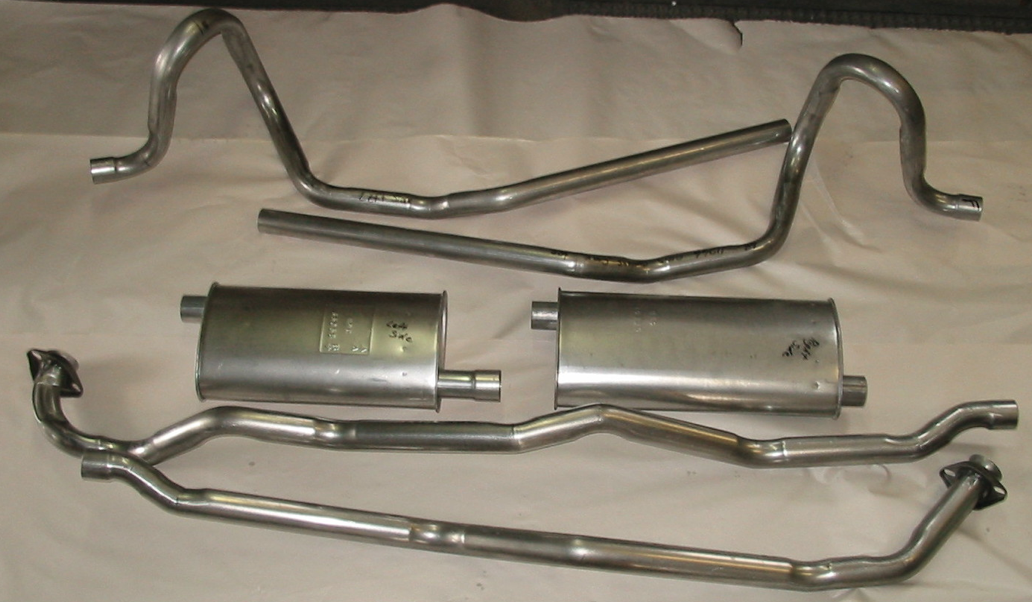
Елементи випускної системи автомобіля

У систему випуску відпрацьованих газів входить декілька конструктивних елементів, серед яких основними є:
- випускний колектор;
- каталітичний нейтралізатор;
- сажовий фільтр (на дизельних двигунах);
- лямбда-зонд (датчик концентрації кисню) у вихлопних газах;
- глушники (резонатор та основний глушник);
- сполучні труби;
- вихлопна труба (часто — разом з наконечником вихлопної труби).

Усі конструктивні елементи випускної системи розташовані зазвичай під днищем автомобіля.

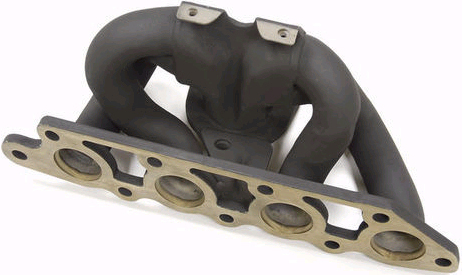
Випускний колектор

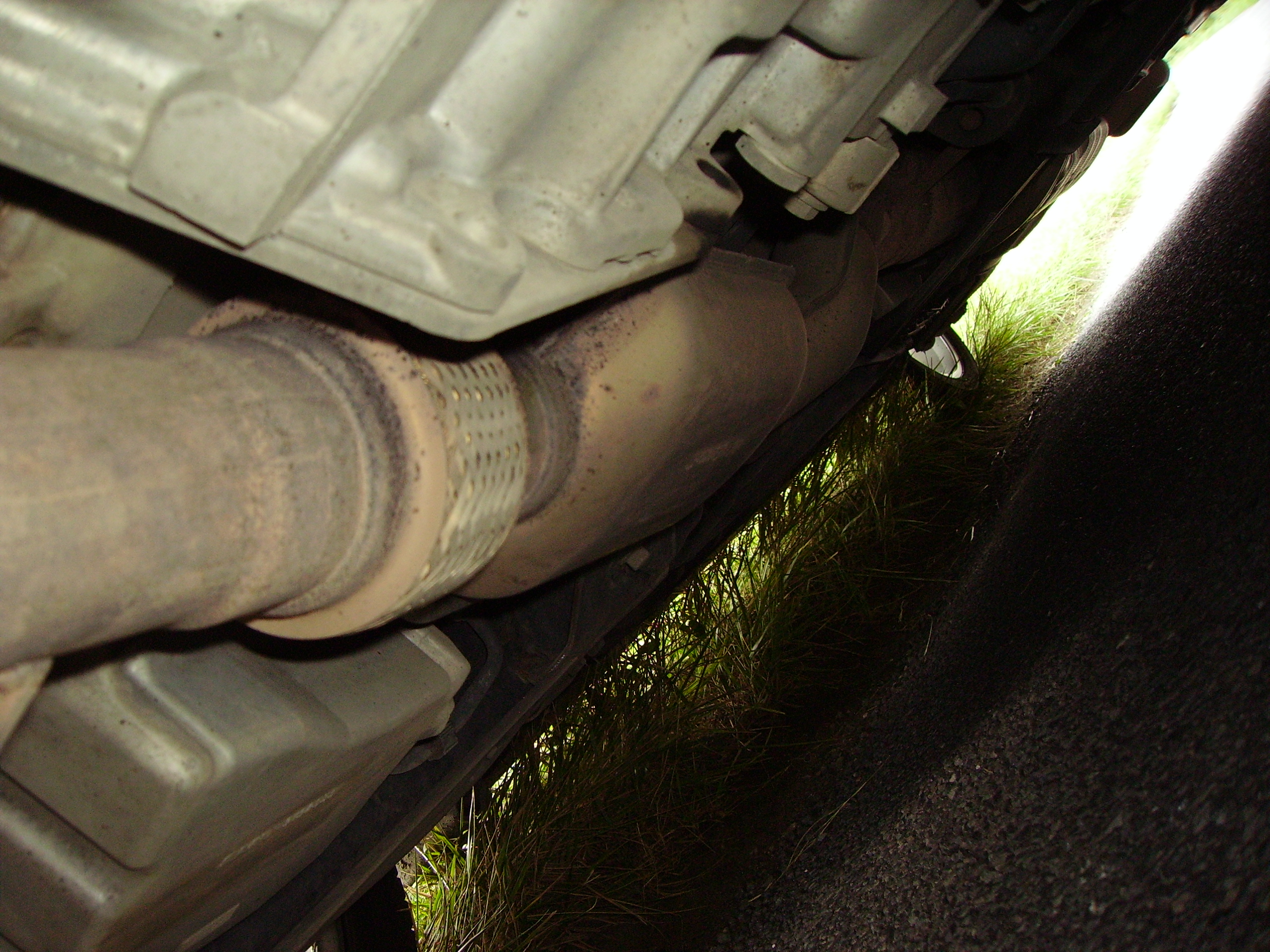
Каталітичний нейтралізатор

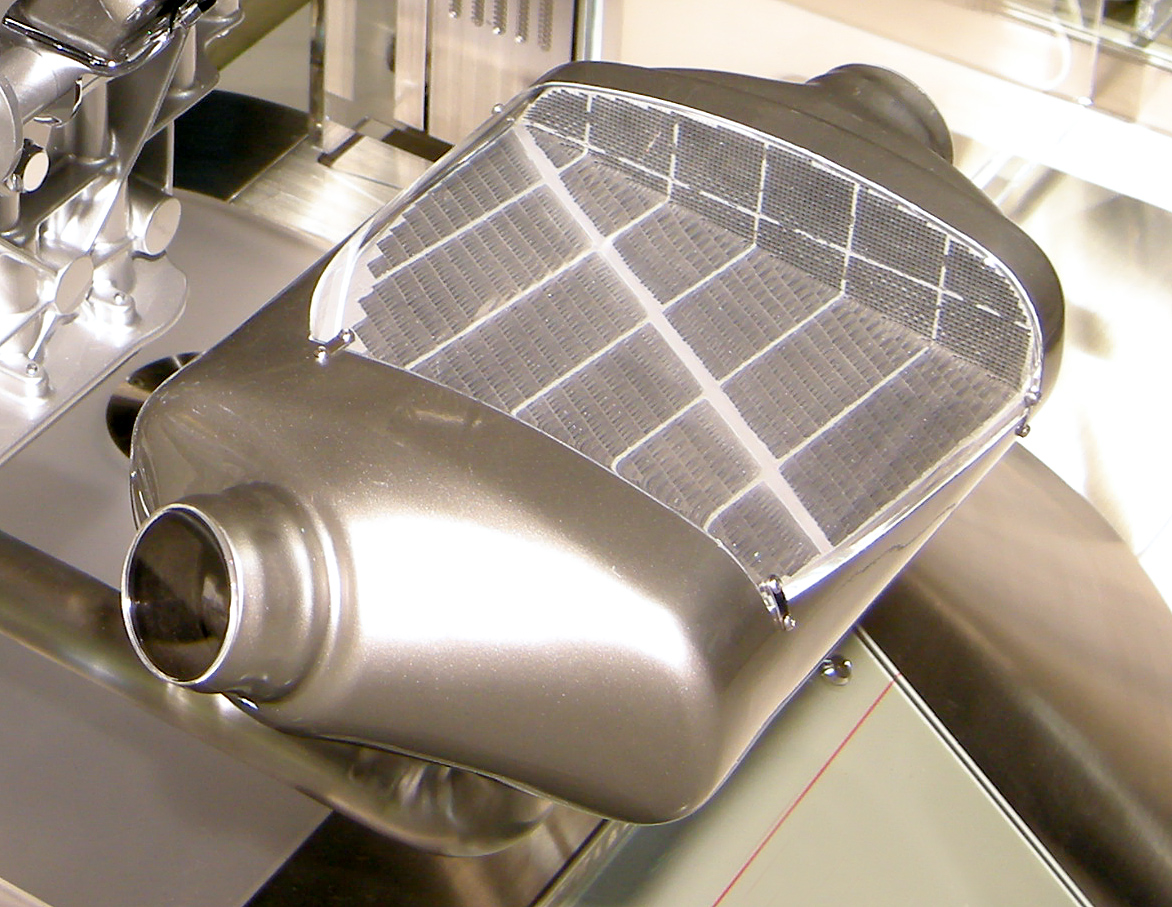
Сажовий фільтр двигуна автомобіля Nissan M9R (2008)

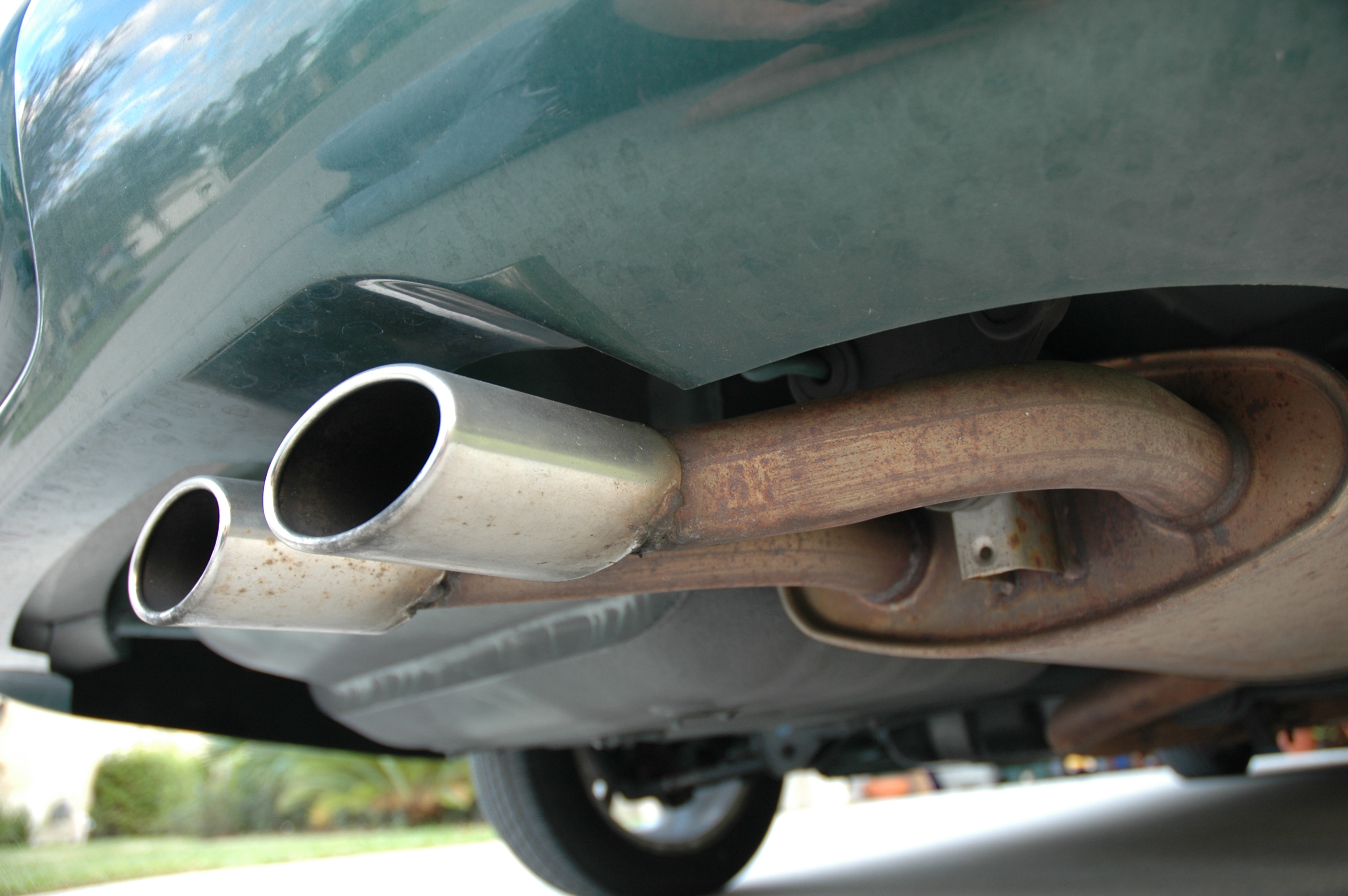
Здвоєна вихлопна труба з наконечниками

### Випускний колектор
Випускний колектор забезпечує безпосереднє відведення відпрацьованих газів, а також продування циліндрів двигуна. Форма і розміри випускного колектора разом з приймальними трубами визначають характер коливального процесу відпрацьованих газів у випускній системі, і в підсумку впливають на потужність і крутний момент двигуна. Кожна труба колектора має певну довжину і переріз, що дозволяє добитись утворення стоячих хвиль при різних частотах обертання двигуна. Коливальний процес відпрацьованих газів у випускній системі повинен бути узгоджений з коливальним процесом паливно-повітряної суміші у впускний системі. Це є необхідним для ефективного продування циліндрів та забезпечення оптимальної роботи двигуна у різних режимах.
На випускний колектор припадає найбільше температурне навантаження, тому він виготовляється, зазвичай, з жароміцних сплавів. Випускний колектор закінчується жорстко закріпленими на ньому приймальними трубами випускної системи.
Для ізоляції конструктивних елементів випускної системи від вібрації двигуна з колектором використовується віброізоляційна муфта (типу «сильфон»). Сильфон виконаний у вигляді гнучкого металевого шланга, закритого сталевою оболонкою, що гасить вібрації, які надходять від колектора.

### Каталітичний нейтралізатор
Каталітичний нейтралізатор англ. catalytic converter призначений для зменшення концентрації шкідливих речовин у відпрацьованих газах. У побуті каталітичний нейтралізатор називають «каталізатором». Різні моделі автомобілів різняться конструкцією і розташуванням каталітичних нейтралізаторів. На сучасних автомобілях застосовуються трикомпонентні каталітичні нейтралізатори, що захищають від трьох видів шкідливих речовин — незгорілих вуглеводнів, оксиду вуглецю (чадного газу) та оксиду азоту. Причому оксиди азоту відновлюються, а вільний кисень, що утворюється при цьому служить для допалювання вуглеводнів та чадного газу. Зазвичай нейтралізатор виконується у вигляді відносно невеликого модуля, в якому розташовано керамічний блок з каталізаторами.

### Сажовий фільтр
На дизельних двигунах застосовується сажовий фільтр (англ. Diesel Particulare Filter, DPF, фр. Filtre a Particules, FAP або нім. RubPartikelFilter, RPF), який забезпечує зниження викидів сажі в атмосферу разом з відпрацьованими газами. У випускній системі сажовий фільтр може бути як окремим елементом, так і заодно з каталітичним нейтралізатором.

### Датчик концентрації кисню
Датчик концентрації кисню у вихлопних газах (лямбда-зонд) використовується у схемі керування складом паливно-повітряної суміші двигуна, завдання якої доводити суміш до оптимального складу залежно від режиму роботи двигуна. Він хоч і встановлюється у випускній системі, є конструктивним елементом системи управління двигуном.
У сучасних системах керування встановлюється два датчики — один перед каталітичним нейтралізатором, інший — за ним. Крім датчика кисню у випускному тракті можуть встановлюватися інші датчики: температури відпрацьованих газів, оксидів азоту тощо.

### Глушник
Глушник призначений для зниження рівня шуму і перетворення енергії відпрацьованих газів. Глушник складається з декількох частин. У більшості своїй глушник містить два елементи — попередній глушник (резонатор) і основний глушник.
Резонатор — це ємкість особливої форми, у якій відбувається початкове зниження шуму внаслідок зменшення швидкості і пульсацій вихлопних газів. В резонаторі відбувається відбиття хвиль вихлопу і утворення стоячих хвиль, звідки і пішла назва цього компоненту.
В основному глушнику відбувається основне зниження шуму вихлопних газів. Зазвичай, це ємкість з певним чином розташованими перегородками і трубками, що утворюють лабіринт великої довжини. При проходженні через цей лабіринт вихлопні гази розділяються на безліч потоків, звукова енергія гаситься і перетворюється в тепло, а пульсації тиску поглинаються. В результаті на виході з глушника вихлопні гази мають меншу швидкість і створюють значно менший шум.
На спортивних автомобілях, а також при тюнінгуванні автомобіля встановлюються так звані прямоточні глушники, що забезпечують приріст потужності двигуна.

## Принцип роботи випускної системи
Принцип роботи випускної системи зводиться до наступного. Вихлопні гази при відкритті випускного клапана з силою вириваються у випускний колектор, де вони виконують корисну роботу — завдяки стоячим хвилям, що утворюються вирівнюють тиск при відкритті клапана, приводять у рух турбіну нагнітача (при наявності такої) і в цілому покращують режим роботи двигуна. Потім вихлопні гази надходять спочатку в каталітичний нейтралізатор (він знижує концентрацію шкідливих газів), потім у резонатор, де відбувається падіння швидкості вихлопних газів, гасяться пульсації і знижується шум. З резонатора гази потрапляють в основний глушник (саме тут відбувається основне гасіння шуму), а потім, вже ослаблені, у вигляді потоку малої швидкості випускаються в атмосферу через вихлопну трубу.
При проходженні вихлопних газів через випускну систему вони втрачають свою швидкість, охолоджуються а інтенсивність породжуваних ними звукових хвиль знижується, що і призводить до зниження шумності .
Слід відзначити, що випускна система дещо знижує потужність двигуна, так як вихлопні гази зазнають опору на шляху до атмосфери, і на подолання цього шляху витрачається частина енергії. Але без глушника сучасний автомобіль важко уявити, тому з цими недоліками доводиться миритися.

## Екологічні норми
При появі перших автомобілів питання про їх екологічну безпеку не стояло, але люди відзначали, що машини псують повітря своїми вихлопними газами. Гостро це питання постало у другій половині минулого століття, а на початку 90-х років в Європі прийняли пакет законів, спрямованих на контроль екологічної безпеки і зниження шкідливих викидів у відпрацьованих газах.
У 1992 році у Європі почав діяти екологічний стандарт «Євро-1», а у 1995 році — «Євро-2», і саме з уведенням в дію «Євро-2» для усіх нових бензинових двигунів стала обов'язковою наявність каталітичного нейтралізатора у випускній системі. В дизельних двигунах нейтралізатора виявилось недостатньо, тому із уведенням в дію стандарту «Євро-4» (2005 рік) у них стала обов'язковою наявність сажового фільтра.
Кожен новий стандарт «Євро» заміняв собою попередні стандарти, і значно посилював вимоги щодо екологічної безпеки. Тому багато норм стандартів « Євро-1» — «Євро-3» вважаються не просто застарілими, але і забороненими, так як за сучасними мірками вони є небезпечними для природи і людини. Уже мова йде вже про стандарт « Євро-6» (набере чинності у 2015 році), і за ним вихлоп бензинового двигуна повинен містити у 2,5 рази менше оксидів азоту і чадного газу, ніж двигун стандарту «Євро-3». А вміст завислих часток (сажі) у вихлопі дизельних двигунів стандарту «Євро-6» має бути удесятеро меншим, ніж за стандартом «Євро-3».